# Prionocera cryptica
Prionocera cryptica är en tvåvingeart som beskrevs av Irwin Murray Brodo 1987. Prionocera cryptica ingår i släktet Prionocera och familjen storharkrankar. Inga underarter finns listade i Catalogue of Life.